# Alan Crosland Jr.
Alan Crosland Jr. (New York, 19 luglio 1918 – Palm Desert, 18 dicembre 2001) è stato un regista e montatore statunitense, figlio dell'attore e regista Alan Crosland e talvolta accreditato senza la sigla Jr.

## Filmografia

### Regista
- Il sergente Preston (Sergeant Preston of the Yukon) – serie TV, 12 episodi (1956-1958)
- Maverick – serie TV, un episodio (1958)
- Cheyenne – serie TV, 2 episodi (1958)
- Indirizzo permanente (77 Sunset Strip) – serie TV, un episodio (1959)
- Northwest Passage – serie TV, 5 episodi (1958-1959)
- The Rough Riders – serie TV, 2 episodi (1959)
- Lawman – serie TV, 2 episodi (1958-1959)
- Bronco – serie TV, 6 episodi (1958-1959)
- Colt .45 – serie TV, 3 episodi (1957-1959)
- L'uomo e la sfida (The Man and the Challenge) – serie TV, un episodio (1959)
- Mr. Lucky – serie TV, 2 episodi (1960)
- Men Into Space – serie TV, 2 episodi (1960)
- Tombstone Territory – serie TV, 3 episodi (1959-1960)
- Lock Up – serie TV, un episodio (1960)
- Lo sterminatore del West (Natchez Trace) (1960)
- Bat Masterson – serie TV, 22 episodi (1959-1960)
- Gunsmoke – serie TV, un episodio (1961)
- Dante – serie TV, 9 episodi (1960-1961)
- Peter Gunn – serie TV, 19 episodi (1960-1961)
- Fury River (1961)
- 87ª squadra (87th Precinct) – serie TV, 3 episodi (1961)
- Scacco matto (Checkmate) – serie TV, 2 episodi (1961)
- Frontier Circus – serie TV, 2 episodi (1961-1962)
- Alfred Hitchcock presenta (Alfred Hitchcock Presents) – serie TV, 16 episodi (1960-1962)
- The Wide Country – serie TV, 2 episodi (1962)
- Saints and Sinners – serie TV, un episodio (1962)
- Going My Way – serie TV, 2 episodi (1963)
- L'ora di Hitchcock (The Alfred Hitchcock Hour) – serie TV, 3 episodi (1962-1963)
- G.E. True – serie TV, un episodio (1963)
- Alcoa Premiere – serie TV, 7 episodi (1962-1963)
- Ai confini della realtà (The Twilight Zone) – serie TV, 4 episodi (1963)
- Sotto accusa (Arrest and Trial) – serie TV, un episodio (1964)
- The Outer Limits – serie TV, 2 episodi (1964)
- The Crisis (Kraft Suspense Theatre) – serie TV, un episodio (1964)
- Viaggio in fondo al mare (Voyage to the Bottom of the Sea) – serie TV, un episodio (1964)
- Il reporter (The Reporter) – serie TV, un episodio (1964)
- Mr. Broadway – serie TV, un episodio (1964)
- L'isola di Gilligan (Gilligan's Island) – serie TV, un episodio (1965)
- Gli uomini della prateria (Rawhide) – serie TV, un episodio (1965)
- Ben Casey – serie TV, 5 episodi (1965-1966)
- Combat! – serie TV, 8 episodi (1964-1966)
- Twelve O'Clock High – serie TV, 3 episodi (1966)
- Il virginiano (The Virginian) – serie TV, 3 episodi (1963-1966)
- Bonanza – serie TV, un episodio (1966)
- Iron Horse – serie TV, un episodio (1967)
- Il ladro (T.H.E. Cat) – serie TV, 2 episodi (1966-1967)
- Hondo – serie TV, un episodio (1967)
- Selvaggio west (The Wild Wild West) – serie TV, 11 episodi (1965-1968)
- Garrison Commando (Garrison's Gorillas) – serie TV, un episodio (1968)
- The D.A. – serie TV (1971)
- Adam-12 – serie TV, 2 episodi (1969-1971)
- Sesto senso (The Sixth Sense) – serie TV (1972)
- O'Hara, U.S. Treasury – serie TV, 4 episodi (1971-1972)
- Mobile One (1974)
- Chase – serie TV, 4 episodi (1973-1974)
- Gemini Man – serie TV, un episodio (1976)
- La donna bionica (The Bionic Woman) – serie TV, 10 episodi (1976-1977)
- Wonder Woman – serie TV, 16 episodi (1977-1979)

### Montatore
- 11th. Naval District 'United States Coast Guard Band' (1944)
- The Shining Future (1944)
- The Very Thought of You, regia di Delmer Daves (1944)
- The Birds and the Beasts Were There (1944)
- Pillow to Post (1945)
- Il prezzo dell'inganno (Deception) (1946)
- Le donne erano sole (The Unfaithful) (1947)
- Sul fiume d'argento (Silver River) (1948)
- Le avventure di Don Giovanni (Adventures of Don Juan) (1948)
- Aquile dal mare (Task Force) (1949)
- Chimere (Young Man with a Horn) (1950)
- La leggenda dell'arciere di fuoco (The Flame and the Arrow) (1950)
- Golfo del Messico (The Breaking Point) (1950)
- Lo squalo tonante (Operation Pacific) (1951)
- Gli uomini perdonano (Tomorrow Is Another Day) (1951)
- Alcool (Come Fill the Cup) (1951)
- C'è posto per tutti (Room for One More) (1952)
- The Winning Team (1952)
- L'amante di ferro (The Iron Mistress), regia di Gordon Douglas (1952)
- Il cantante di jazz (The Jazz Singer) (1952)
- Ballata selvaggia (Blowing Wild) (1953)
- Vera Cruz (1954)
- Il sergente Preston (Sergeant Preston of the Yukon) – serie TV, 18 episodi (1955-1957)